# 장르 소설
장르 소설이란 특정 장르에 해당하는 소재, 주제, 양식 등의 특징에 맞춰 쓰이는 장편 또는 단편 소설을 뜻한다.

## 장르 소설과 그 장르

### 추리 소설
추리 소설은 살인 같은 범죄가 일어난 사건을 조사하고 해결하는 것을 줄거리로 가진다.

### 스릴러 소설
스릴러 소설은 작중 인물이 사건에 휘말리면서 앞으로 벌어지는 긴박한 전개에 중점을 둔다.

### 공포 소설
공포 소설은 독자들을 공포에 빠뜨리고 매혹을 시키며 감정의 급격한 변화를 일으키는 것을 목적으로 한다.

### 과학 소설
과학 소설은 과학을 주제로 한 이야기다.
SF 소설이라고도 한다.

### 판타지 소설
판타지 소설은 작가가 창조한 세계 전설과 신비에 차 있는 세계를 배경으로 삼는다. 현실적인 뜻은 현실에서 불가능한 일이 등장한다면 판타지 소설이라고 볼 수 있다. 예를 들면 마법을 쓴다던가 악마를 소환한다던가 하는 경우도 판타지로 볼 수 있다.

### 무협 소설
무협 소설은 무술이나 무림 등을 주요 소재로 삼는 이야기이다.

### 게임 소설
게임 소설은 게임을 소설의 주 요소로 서술하는 장르 문학이다. 주로 가상현실 게임을 배경으로 한다. 또한 현실에서 게임을 플레이 하기도 한다.

### 로맨스 소설
로맨스 소설은 사람과 사람이 서로에게 빠져들고 사랑하는 과정을 주된 이야기로 삼는다.

## 같이 보기
- 전형적 인물
- 스릴러